# Ignasi Aragay
Ignasi Aragay Sastre (Barcelona, 1966) és un periodista català, actual director adjunt de l'Ara, diari on va ser membre de l'equip fundacional. Va treballar al diari Avui durant vint anys, els vuit darrers dels quals, com a cap de la secció de Cultura i Espectacles. Anteriorment havia redactat a la revista El Món i havia treballat al gabinet de premsa del Partit dels Socialistes de Catalunya. És autor dels llibres Anolecrab, Diccionari Montaigne, El lector obsedit, la conversa amb Salvador Cardús Què pensa Salvador Cardús, i de l'Elogi de la modernitat, una tria de quaranta-un articles escrits per Oriol Bohigas entre el 1951 i el 2013.
També ha col·laborat en l'obra What's up with Catalonia?, editada per Liz Castro, i en les revistes L'Avenç, Barcelona Metròpolis, Revista de Catalunya i Cultura, entre d'altres. També és autor de l'assaig El món us espera (2020), un relat en forma epistolar dedicat als seus fills.

## Publicacions
- Anolecrab: Barcelona, posa't guapa (Lunwerg, 2003)
- Diccionari Montaigne (Pòrtic, 2009)[8]
- El lector obsedit (A contravent, 2010)
- Què pensa Salvador Cardús? (Dèria, 2012)
- Elogi de la Modernitat. Articles d'Oriol Bohigas (coord) (Arcàdia Editorial, 2015)[5]
- El món us espera (Empúries, 2020)[9]